# Konrad Franz Rosshirt
Johann Konrad Eugen Franz Rosshirt, född 26 augusti 1793 i Oberscheinfeld vid Bamberg, död 4 juni 1873 i Heidelberg, var en tysk jurist. Han var far till Franz Rosshirt.
Rosshirt blev doctor juris 1815 i Erlangen, privatdocent där samma år och extra ordinarie professor där 1817. Han verkade sedan som juris professor vid Heidelbergs universitet 1818–1870. Rosshirt utgav arbeten på såväl den romerska som kanoniska rättens område, dessutom inom tysk och fransk civilrätt, civilprocess och statsrätt, bland annat Das gemeine deutsche Civilrecht (fem band; 1840–1841). Störst betydelse hade hans straffrättsliga verk, inte minst genom den vikt som läggs vid det historiska elementet. Nämnas bör Lehrbuch des Criminalrechts nach den Quellen des gemeinen deutschen Rechts und mit besonderer Rücksicht auf die Darstellung des römischen Criminalrechts (1821), Entwickelung der Grundsätze des Strafrechts nach den Quellen des gemeinen deutschen Rechts (1828) och Geschichte und System des deutschen Strafrechts (tre band, 1838–1839). Tillsammans med Leopold August Warnkönig utgav Rosshirt Zeitschrift für Civil- und Criminalrecht (1831 ff.).